# Cima della Caldiera
La Cima della Caldiera (Thor-helle o più semplicemente Thor in cimbro), è una montagna delle Alpi alta 2124 m e si trova nella parte settentrionale dell'Altopiano dei Sette Comuni, in provincia di Vicenza. 

Durante la Grande Guerra, nella cartografia austriaca la montagna era indicata col nome di Cima Maora.

## Toponimo
Il suo vecchio nome, Monte Toro, nasce da una storpiatura dell'antico nome cimbro della montagna, Thor, divinità scandinava a cui era stata dedicata la montagna analogamente con quanto avvenne per altre cime dei Sette Comuni (ad esempio Cima XII).

## Prima guerra mondiale

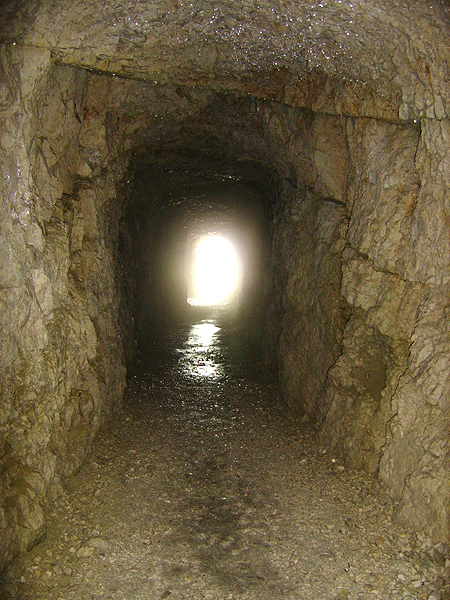
Una parte dell'imponente osservatorio su più piani costruito dalla 19ª compagnia del 5º reggimento Minatori

Cima della Caldiera è stata interessata da importantissimi eventi bellici durante la prima guerra mondiale. Si trova infatti posta a ridosso del Monte Ortigara, separato da quest'ultimo dal promontorio del Monte Campanaro.

Nell'estate del 1917 la 19ª compagnia del 5º reggimento Minatori costruì al di sotto dell'anticima della Caldiera un imponente osservatorio in caverna tuttora visitabile. Sulla quota 2109 della Caldiera vi si trovano inoltre i resti dell'osservatorio Torino, denominato in codice militare "ELSA G".
(Emilio Lussu - Un anno sull'Altipiano)
Il 6 ottobre 1917 un colpo di artiglieria sparato dalla Cima della Caldiera colpì a morte il comandante della 6ª Divisione di Fanteria A.U. di Graz, Artur Edler von Mecenseffy, che si trovava nei pressi della base logistica di Campo Gallina.

## Caratteristiche
Dalla sommità della cima si può scorgere l'orizzonte di tutte le Alpi Orientali, dalle Dolomiti di Brenta alle Pale di San Martino.